# Chiesa di San Bartolomeo Apostolo (Torgiano)
La chiesa di San Bartolomeo Apostolo è la parrocchiale di Torgiano, in provincia di Perugia e arcidiocesi di Perugia-Città della Pieve; fa parte della zona pastorale Valle del Tevere Sud.

## Storia
L'antica chiesa torgianese venne costruita nel Duecento sulla base di un precedente luogo di culto, allorché nel borgo si insediarono numerosi coloni durante un'operazione di ripopolamento promossa dal comune di Perugia.
La chiesa di San Bartolomeo de castro Torsiani, già citata in un registro del 1276, è poi menzionata nel Liber Beneficiorum del 1350 e negli statuti del 1426.
Nel 1789 questo edificio fu demolito e al suo posto iniziarono i lavori di costruzione della nuova parrocchiale, disegnata dell'architetto Antonio Stefanucci; nei primi anni dell'Ottocento vennero eseguiti alcuni interventi di pulizia, intonacatura e abbellimento.
La chiesa, benedetta il 23 agosto 1805, fu poi solennemente consacrata l'11 settembre 1824 dal vescovo di Perugia Carlo Filesio Cittadini; dieci anni dopo venne ultimato il campanile e nel 1868 si provvide a restaurare la parrocchiale.
Il 31 dicembre 1937 nella chiesa divampò un incendio, sprigionatosi da una candela rimasta accesa; nel giro di un'ora venne spento, ma l'edificio dovette essere risistemato e nel giro di otto mesi i lavori di risanamento furono portati a termine.  
Nel 1980 la parrocchiale venne adeguata alle norme postconciliari mediante l'aggiunta dell'ambone e dell'altare rivolto verso l'assemblea.

## Descrizione

### Esterno
La facciata a capanna in mattoni della chiesa, rivolta a ponente e scandita da due lesene tuscaniche sorreggenti il frontone triangolare, presenta al centro il portale d'ingresso timpanato e sopra una finestra rettangolare, mentre le due parti laterali, di forma concava, sono caratterizzate da una nicchia ciascuna. 
Annesso alla parrocchiale è il campanile a pianta quadrata, la cui cella presenta su ogni lato una monofora ed è coperta dal tetto a quattro falde.  

### Interno
L'interno dell'edificio si compone di un'unica navata, sulla quale si affacciano le cappelle laterali introdotte da archi a tutto sesto e le cui pareti sono scandite da lesene binate sorreggenti la trabeazione modanata e aggettante sopra la quale si imposta la volta a botte lunettata; al termine dell'aula si sviluppa il presbiterio, rialzato di due gradini e chiuso dall'abside di forma semicircolare. 
Qui sono conservate diverse opere di pregio, tra le quali il dipinto con soggetto la Deposizione, realizzato nel 1588 da Felice Pellegrini, la rappresentazione dello Sposalizio della Vergine, risalente al 1814, la statua dell'Immacolata Concezione e la rappresentazione dell'Apparizione dello Spirito Santo agli Apostoli, eseguita nel 1590.